# Apple I

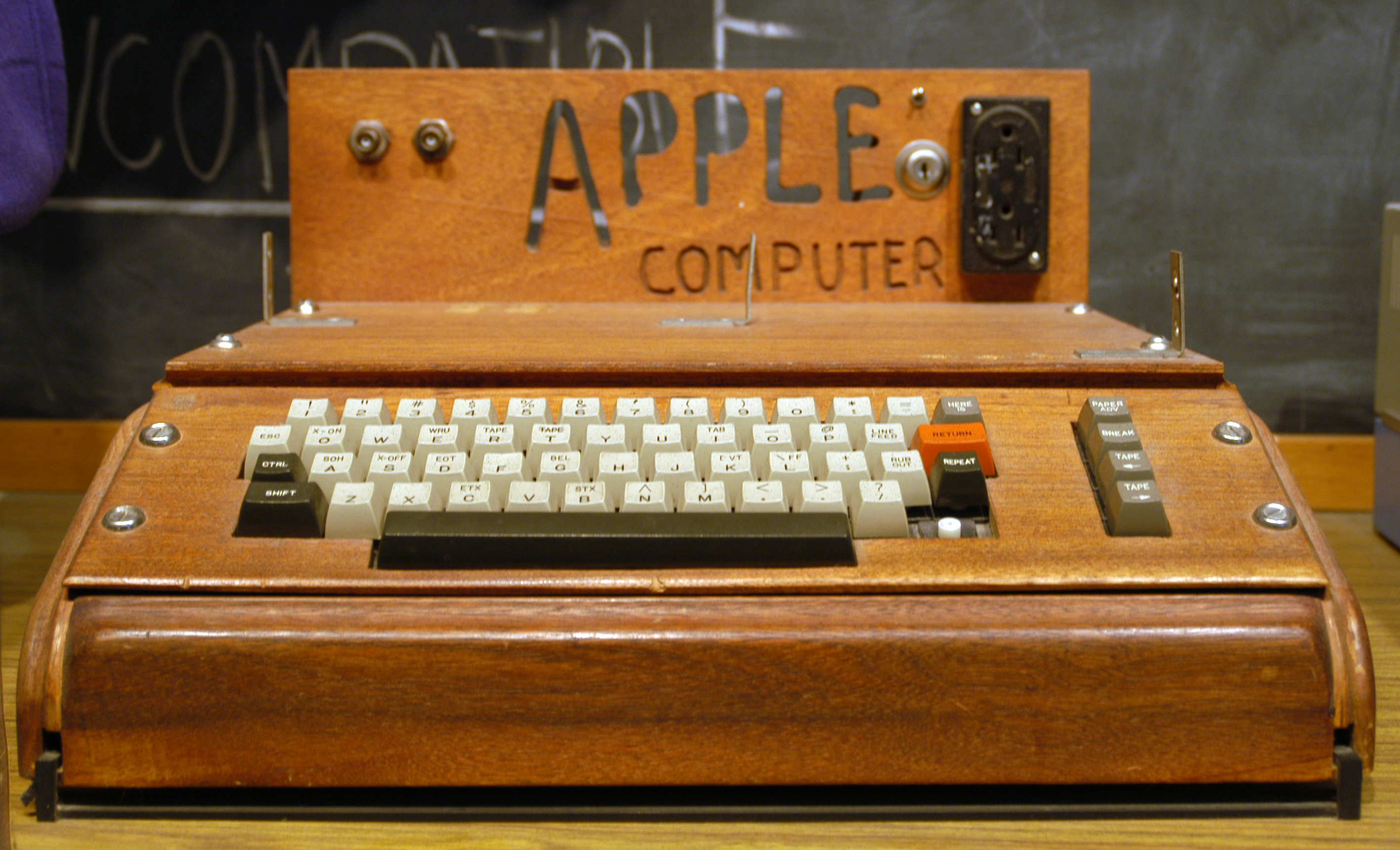
Apple I exposat al Smithsonian Institution.

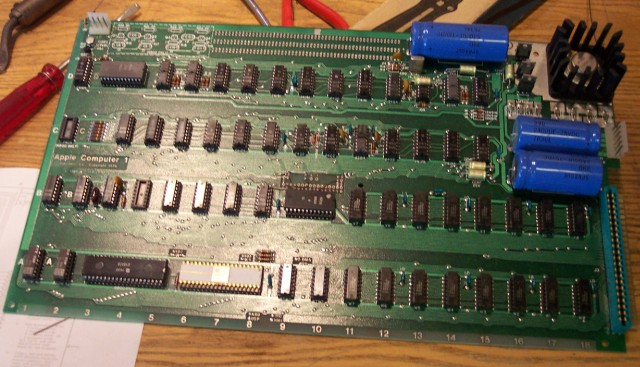
Targeta principal de l'Apple I.

L'Apple I va ser un dels primers computadors personals, i el primer a combinar un microprocessador amb una connexió per a un teclat i un monitor. Va ser dissenyat i fet a mà per Steve Wozniak originalment per a ús personal. Un amic de Steve Wozniak, Steve Jobs, va tenir la idea de vendre el computador. Va ser el primer producte d'Apple, mostrat l'abril de 1976 en el Homebrew Computer Club a Palo Alto, Califòrnia, on s'estima que Wozniak i Jobs van vendre unes 200 computadores Apple-I en menys d’un any, gràcies a un acord amb aquesta tenda de computadores. Per finançar el projecte, Jobs va vendre una finca vella amb motor danyat per uns centenars de dòlars i va convèncer Wozniak que vengués una calculadora HP-65, llavors una eina molt valuosa per a enginyers, per $ 500.

## Història
L'Apple I va sortir a la venda el juliol de 1976 amb un preu de 666,66$ perquè a Wozniak li agradaven els dígits repetits i perquè ells originalment el van vendre a una botiga local per 500$ afegint-hi un terç de marge de benefici. Se'n van produir 175 unitats.
A diferència d'altres computadores per a afeccionats d'aquests dies, que es venien en kits, l'Apple I era una placa de circuit imprès completament ensamblada que contenia més de 60 xips. No obstant això, per fer un ordinador funcional, els usuaris encara havien d'afegir-hi una carcassa, un transformador com a font d'alimentació, l'interruptor d'alimentació, un teclat ASCII, i una pantalla de vídeo compost. Més endavant es va comercialitzar una targeta opcional que proporcionava una interfície per emmagatzematge en cassets amb un cost de $75.
L'ús d'una circuiteria per emulació de terminal d'ordinador incorporat a l'Apple I va ser distintiu. Tot el que es necessitava afegir era un teclat i un econòmic televisor com a monitor. Les màquines de la competència com l'Altair 8800 generalment es programaven amb interruptors de palanca muntats en el panell frontal i usaven llums senyalitzadors per a la sortida, (comunament LEDs vermells), i havien de ser esteses amb maquinari separat per permetre la connexió a un terminal d'ordinador o una màquina de teletip.
Això va fer de l'Apple I una màquina innovadora en el seu moment, malgrat la seva manca de gràfics o de capacitats de so. L'abril de 1977 el preu va baixar a $475. continuar sent venut fins a agost de 1977, tot i la introducció de l'Apple II a l'abril de 1977, que va començar a despatxar al juny d'aquest any. Apple havia tret a l'Apple I de la llista de preus abans d'octubre de 1977, s'abandoni oficialment.
L'any 2008, s'estimava que encara hi havia entre 30 i 50 computadors Apple I, el que els converteix en un molt rar article de col·lecció. Un Apple I es va vendre per $50.000 en una subhasta el 1999; pel que sembla se'n va vendre un altre per $ 50.000 USD el 2010 (nombre de sèrie 82), però, un preu més típic per a un Apple I està en la rang de 14.000$ a 16.000$. El 2009, se'n va vendre un per $17.500. De l'últim venut, el 2010, se'n van pagar 213.600$.
S'afirma que Steve Jobs i Steve Wozniak són els pares de l'era PC amb el seu producte Apple I que està acreditat com el primer ordinador personal que es venia completament ensamblat, però, alguns diuen que l'honor legítim pertany a altres màquines, com ara el Datapoint 2200.

## Funcionament
L'Apple I no va ser el primer ordinador personal de la història, però la manera de comercialitzar el producte va representar una innovació en el seu temps. L’Apple I presentava grans innovacions, contribuint en la possibilitat d'integrar fàcilment un monitor de tv i un teclat en el mateix ordinador, amb una targeta que es venia pre-assemblada.
L'ordinador Apple-I va ser un dispositiu important que s'acobava ràpidament a partir d'un terminal de fabricació pròpia. El terminal (teclat i monitor) va ser creat per accedir a la xarxa de llarga distància Arpanet i només era capaç de manejar 60 bits (de dades) per segon, a causa de les velocitats dels mòdems de llavors. El microprocessador, no obstant, podria accedir a 100.000 bits per segon.
Per tant, l'Apple-I era terriblement poc potent comparat amb l'Apple-II, però va mostrar al món, començant amb els membres de l'Homebrew Computer Club la fórmula per a un ordinador útil i assequible.

## Emuladors, còpies, i rèpliques
Un clon compatible a nivell de programari amb l'Apple I, (Replica 1), produït usant components moderns, va ser llançat el 2003 a un preu de voltant $ 200. El Multi Emulator Super System també suporta l'Apple I.

## Especificacions
- CPU: MOS Technology 6502: aproximadament 1 MHz.
- RAM: 4 KB estàndard, expandible a 8 KB a la targeta o fins a 48 KB usant targetes d'expansió (productes de tercers).
- Memòria ROM: 256 bytes, on residia el programa monitor, un petit programa escrit en llenguatge d'assemblador.
- Gràfics: 40 × 24 caràcters, amb scrolling implementat en maquinari.

## Curiositats
El 23 de novembre de 2010 va ser subhastada una unitat de l'Apple I a la coneguda casa de subhastes Christie's de Londres. S'incloïa en el lot de subhasta una placa base amb microprocessador 6502 de 8 bits i 8k de RAM acompanyada dels manuals i diversos complements entre els quals hi havia una carta signada per Steve Jobs. La licitació inicial era de 150.000$ i el preu final pagat va ser de 133,250£, equivalent a 157.657 € o 211.535$. Aquest import era 425 vegades el preu en aquest moment d'un iPad, l'ordinador tipus tauleta posat a la venda per Apple aquest mateix any. Steve Wozinak, un dels dos co-fundadors d'Apple va assistir a la subhasta